# Viện Y học cổ truyền Quân đội
Viện Y học cổ truyền Quân đội  trực thuộc Bộ Quốc phòng Việt Nam là đơn vị đầu ngành về y học cổ truyền (YHCT) trong toàn quân và là một trong năm cơ sở YHCT lớn nhất Việt Nam. Viện phát triển theo mô hình viện - trường tại hai cơ sở, ở miền Bắc và miền Nam.

## Lịch sử hình thành
- Viện YHCT Quân đội được thành lập ngày 04/7/1978 với tên gọi ban đầu là Bệnh viện Đông y Quân đội.[2]
- Trong quá trình phát triển, đơn vị đã trải qua quá trình chuyển đổi và bổ sung chức năng từ bệnh viện (hospital, từ 1978 - 1993) với chức năng chính là điều trị, sang viện nghiên cứu (institute, từ 1994 - nay), để tăng cường chức năng nghiên cứu khoa học và bổ sung chức năng đào tạo sau đại học.
- Sự phát triển này được đánh dấu bằng mỗi bước trưởng thành của đơn vị, như nâng cấp từ bệnh viện loại B lên loại A; điều trị từ chuyên khoa nhỏ đến đa khoa sâu; huấn luyện - đào tạo từ bậc y tá, đến y sĩ, bác sĩ, thạc sĩ và nay là tiến sĩ; nghiên cứu từ đề tài cơ sở, đến đề tài cấp ngành, cấp bộ và nay là cấp nhà nước; quy mô điều trị từ mấy chục giường bệnh đến nay là 500 giường bệnh; diện tích từ một vài hecta đến nay là năm hecta; địa giới từ chỉ đặt ở Hà Nội đến nay đã xây dựng phân viện tại Thành phố Hồ Chí Minh...
- Hiện tại, Viện YHCT Quân đội được tổ chức theo mô hình bệnh viện - viện nghiên cứu - trường học và được gọi tắt là mô hình viện - trường để thực hiện 3 chức năng chính là điều trị, nghiên cứu khoa học và đào tạo. Viện là đơn vị đầu ngành về YHCT trong toàn quân, được xếp hạng I và là một trong những cơ sở YHCT lớn nhất Việt Nam. Năm 2008, Viện được bổ sung nhiệm vụ điều trị và chăm sóc sức khoẻ cho cán bộ Trung ương. Năm 2011, Viện được giao nhiệm vụ đào tạo tiến sĩ chuyên ngành YHCT.

## Nhiệm vụ
- Điều trị và chăm sóc sức khoẻ cho cán bộ Trung ương;
- Điều trị cho cán bộ trung, cao cấp trong quân đội;
- Nghiên cứu khoa học;
- Đào tạo, huấn luyện;
- Thừa kế, chỉ đạo các tuyến quân y trong toàn quân về YHCT;
- Hợp tác quốc tế

## Lãnh đạo hiện nay
- Giám đốc, Bí thư Đảng ủy: Thiếu tướng PGS.TS. Phạm Xuân Phong
- Phó Giám đốc, Phó Bí thư Đảng ủy: Đại tá TS. Lê Hồng Phú
- Phó Giám đốc:  TS. Nguyễn Hùng Sơn
- Phó Giám đốc: TS. Lưu Trường Thanh Hưng

## Tổ chức Đảng

### Tổ chức chung
Từ năm 2006 thực hiện chế độ Chính ủy, Chính trị viên trong Quân đội. Tổ chức Đảng bộ trong Viện Y học cổ truyền quân đội theo phân cấp như sau:
- Đảng bộ Viện Y học cổ truyền quân đội là cao nhất.
- Chi bộ các Phòng, ban, Khoa, cơ quan đơn vị trực thuộc Viện Y học cổ truyền quân đội

### Thành phần
Về thành phần của Đảng ủy Viện Y học cổ truyền quân đội thường bao gồm như sau:
1. Bí thư: Phó Giám đốc Chính trị
2. Phó Bí thư: Giám đốc

Ban Thường vụ
1. Ủy viên Thường vụ: Phó Giám đốc
2. Ủy viên Thường vụ: Phó Giám đốc
3. Ủy viên Thường vụ: Phó Giám đốc

Ban Chấp hành Đảng bộ
1. Đảng ủy viên: Trưởng phòng Chính trị
2. Đảng ủy viên: Trưởng phòng Tham mưu - Hành chính
3. Đảng ủy viên: Trưởng phòng Hậu cần - Kỹ thuật
4. Đảng ủy viên: Trưởng phòng Điều dưỡng
5. Đảng ủy viên: Trưởng ban Tài chính
6. Đảng ủy viên: Chủ nhiệm Khoa
7. Đảng ủy viên: Chủ nhiệm Khoa
8. Đảng ủy viên: Chủ nhiệm Khoa
9. Đảng ủy viên: Chủ nhiệm Khoa

## Tổ chức chính quyền

### Cơ quan
- Phòng Chính trị
- Phòng Tham mưu - Hành chính
- Phòng Hậu cần - Kỹ thuật
- Phòng Điều dưỡng
- Trung tâm Huấn luyện Đào tạo - Chỉ đạo tuyến
  - Giám đốc: TS. Vũ Tam Lân
- Ban Tài chính
- Ban Quân lực
- Ban Khoa học Quân sự
  - Trưởng ban: TS. Đinh Thanh Hà
- Ban Công tác xã hội
- Ban Quản lý chất lượng bệnh viện

### Khối Lâm sàng
- Trung tâm Đột quỵ
  - Giám đốc: TS. Nguyễn Hùng Sơn
- Trung tâm Thừa kế - Thử nghiệm lâm sàng
  - Giám đốc: BSCKII. Bành Thu Quyên
- Khoa Cán bộ Quân đội cao cấp (A1)
  - Chủ nhiệm khoa: TS. Nguyễn Vinh Quốc
- Khoa Tim mạch - Nội tiết (A2)
- Khoa Tiêu hóa và Mạch máu
- Khoa Truyền nhiễm (A4)
- Khoa Ung bướu (A6)
- Khoa Xương khớp (A7)
- Khoa Da liễu - Dị ứng (A8)
- Khoa Lão khoa
- Khoa Châm cứu - Dưỡng sinh (A10)
  - Chủ nhiệm khoa: TS. Nguyễn Thị Ngọc Châu
- Khoa Bảo vệ và chăm sóc sức khỏe cán bộ Trung ương (A11)
- Khoa Nam học - Thận - Tiết niệu (A14)
  - Chủ nhiệm khoa: TS. Trương Minh Tuấn
- Khoa Hồi sức tích cực
- Khoa Quốc tế
  - Chủ nhiệm khoa: TS. Lê Hồng Tuyến
- Khoa Ngoại chung (B3)
- Khoa Ngũ quan (B7)
  - Chủ nhiệm khoa: TS. Phạm Lê Bách
- Khoa Phụ Sản (B11)
  - Chủ nhiệm khoa: TS. Phạm Thị Vân Anh

### Khối Cận Lâm sàng
- Khoa Khám bệnh (C1)
  - Chủ nhiệm khoa: TS. Trần Thị Hồng Thúy
- Khoa Cấp cứu (C13)
- Khoa Xét nghiệm - Giải phẫu bệnh
- Khoa Chẩn đoán chức năng
- Khoa Chẩn đoán hình ảnh (C8)
- Khoa Dinh dưỡng
- Khoa Dược (C9)
- Khoa Trang bị (C10)
- Khoa Nghiên cứu thực nghiệm

## Thành tích[4]
- Trong 35 năm qua, Viện đã hợp tác với các trung tâm nghiên cứu lớn của quân đội và quốc gia để thực hiện trên 300 đề tài nghiên cứu khoa học (NCKH) các cấp; trong đó, có 7 đề tài, chương trình cấp Nhà nước, 2 đề tài hợp tác quốc tế, 40 đề tài cấp Bộ. Qua đó, năng lực NCKH của Viện không ngừng phát triển.
- Đến nay, Viện đã đào tạo được 11 khoá cao học chuyên ngành YHCT với 136 học viên; 19 khoá bác sĩ với 432 học viên; 22 khoá y sĩ với 919 học viên. Toàn bộ học viên sau khi tốt nghiệp đã về các đơn vị trong và ngoài quân đội công tác, góp phần nâng cao chất lượng khám, chữa bệnh, NCKH và phát triển YHCT tại các tuyến.
- Qua những nỗ lực đầu tư về mọi mặt nhằm phát triển đơn vị, ngày 07/11/2011, Bộ Giáo dục và Đào tạo đã giao quyết định đào tạo tiến sĩ chuyên ngành YHCT cho Viện. Tháng 8/2012, khoá tiến sĩ YHCT đầu tiên với 6 học viên đã được chiêu sinh. Hiện nay, Viện đang tuyển sinh khoá 2.
- Viện đã tạo ra được trên 60 chủng loại thuốc. Hàng năm, đơn vị sản xuất trên 100 tấn dược phẩm các loại phục vụ điều trị nội và ngoại trú dưới dạng: viên hoàn, viên nang, viên nén, cao lỏng, chè tan, thuốc bột...

## Giám đốc qua các thời kỳ
- Bs.Vũ Văn Ngạn
- Bs.Hoàng Thủ
- GS.Bành Khìu
- Thiếu tướng, PGS.TS. Nguyễn Minh Hà

## Chính ủy qua các thời kỳ
- 2008 -2012, Trương Quốc Trung, Thiếu tướng (2008)
- 2012-nay, Nguyễn Thị Thanh Hà, Thiếu tướng (2012) nữ tướng thứ năm của Quân đội nhân dân Việt Nam